# Сергий II (херцог на Неапол)
Сергий II (на латински: Sergius II; на италиански: Sergio II Napoli; † сл. 877/878) е херцог на Неапол (870 – 877).

## Биография
Той е син на херцог Григорий III († 870) и внук на Сергий I († 864), първият херцог на Неапол от 840 до 864 г. Брат е на епископ и херцог Атанасий († 898).
През 870 г. Сергий II наследява баща си като херцог на Неапол и управлява 7 години и 6 месеца. Той сключва съюз с владетел от арабската династия на Аглабидите от Сицилия. В опозиция е на чичо си Цезар († сл. 870) и Атанасий. Заради съюза му с арабите папа Йоан VIII го отлъчва от църквата. Брат му епископ Атанасий го сваля, ослепява и се възкачва на трона. Сергий II е изгонен в Рим, където умира.

## Деца
Сергий II има децата:
- Григорий IV († 915), херцог на Неапол (898 – 915)
- вер. дъщеря, омъжена 884 г. за екс-граф Ландо II от Капуа († сл. 887)
- вер. дъщеря († пр. 899), омъжена 884 г. за граф Атенулф I, принц на Беневенто и Капуа († 912)